# Neuklostersee
Der Neuklostersee ist der nordwestlichste zur Sternberger Seenlandschaft gehörende größere Binnensee im Landkreis Nordwestmecklenburg, Mecklenburg-Vorpommern. Der See liegt etwa 25 Kilometer südöstlich von Wismar. Nördlich des Sees liegt die namensgebende Stadt Neukloster. Der See hat eine ungefähre Länge von rund 2,7 Kilometern, eine Breite von 1,8 Kilometer bei einer durchschnittlichen Tiefe von 4,5 Metern. Von Neukloster ragt eine breite, nach Süden spitz auslaufende, bewaldete Halbinsel in den See und gibt dem See ein U-förmiges Aussehen. Daraus resultiert eine Uferlinie von etwa 13 Kilometern, welcher der ausgewiesene Wanderweg um den See weitgehend folgt. Der See ist wie alle mecklenburgischen Seen in der letzten Eiszeit entstanden. Das Ost- und Südufer des Sees ist größtenteils bewaldet. Der See weist einen fast durchgehenden Schilfgürtel auf. Nur im Bereich Neukloster und dem Zurower Ortsteil Nakenstorf sind einige Stellen zugänglich. Der See wird sowohl für die Fischerei als auch touristisch genutzt. Gespeist wird der See zum einen vom Klaasbach, der nahe der Badeanstalt mündet, zum anderen vom Hopfenbach, der unweit des ehemaligen Klosters Sonnenkamp in den See fließt. Außerdem ist er für seinen Reichtum an Quellen bekannt. Über den Teppnitzbach hat der Neuklostersee eine Anbindung an die Warnow und damit an die Ostsee.

## Touristisches
Der Neuklostersee kann auf einem markierten etwa 10 km langen Rundwanderweg umlaufen werden.  Ausgangspunkt für die Wanderung ist der Parkplatz an der Probstei in Neukloster. 